# 希爾托普 (明尼蘇達州)
希爾托普（英語：Hilltop）是一個位於美國明尼蘇達州安諾卡縣的城市。

## 人口
根據2020年美國人口普查的數據，希爾托普的面積為0.31平方千米，當中陸地面積為0.31平方千米，而水域面積為0.00平方千米。當地共有人口958人，而人口密度為每平方千米3,090人。